# Rafael Hormázabal
Rafael Hormazábal Díaz, né le 13 octobre 1929 et mort le 21 mai 2017, est un ancien arbitre chilien de football.

## Carrière
Il a officié dans des compétitions majeures : 
- Coupe du monde de football de 1970 (1 match)
- Copa América 1975 (2 matchs)